# Lake Mills (Wisconsin)
Lake Mills es una ciudad ubicada en el condado de Jefferson en el estado estadounidense de Wisconsin. En el Censo de 2010 tenía una población de 5.708 habitantes y una densidad poblacional de 497,26 personas por km².

## Geografía
Lake Mills se encuentra ubicada en las coordenadas 43°4′34″N 88°54′27″O / 43.07611, -88.90750. Según la Oficina del Censo de los Estados Unidos, Lake Mills tiene una superficie total de 11.48 km², de la cual 10.51 km² corresponden a tierra firme y (8.46%) 0.97 km² es agua.

## Demografía
Según el censo de 2010, había 5.708 personas residiendo en Lake Mills. La densidad de población era de 497,26 hab./km². De los 5.708 habitantes, Lake Mills estaba compuesto por el 96.15% blancos, el 0.68% eran afroamericanos, el 0.19% eran amerindios, el 0.47% eran asiáticos, el 0% eran isleños del Pacífico, el 1.24% eran de otras razas y el 1.26% pertenecían a dos o más razas. Del total de la población el 3.78% eran hispanos o latinos de cualquier raza.